# Amsterdams historia

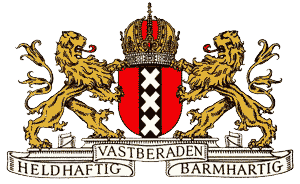
Amsterdams vapen

Amsterdams historia sträcker sig från 1200-talet.

## Historia

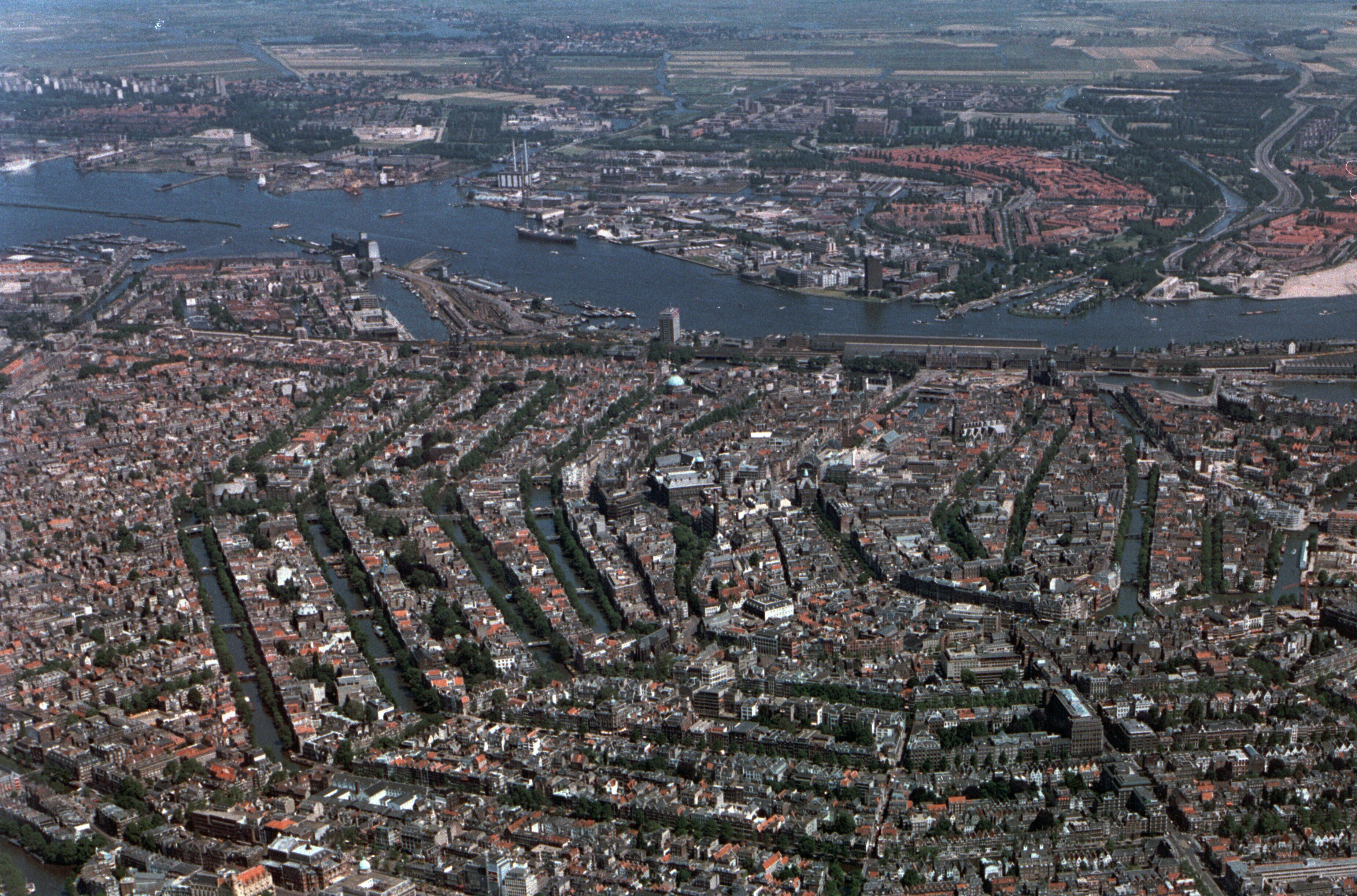
Stadens historiska centrum från luften.

Amsterdam grundades på 1200-talet som en fiskarby där floden Amstel, som gett staden dess namn, flyter ut i den långräckta sjön IJ, som tidigare var en havsarm. Namnet Amsterdam nämns första gången 1275 i ett 
dokument av greve Floris V, då han ger staden tullfrihet. Staden fick sina stadsrättigheter 1300 eller 1301. Efter det blomstrade Amsterdam, mycket tack vare handel med Hansan. Eftersom staden låg i ett ganska kärrigt och blött område grävdes flera kanaler för att leda bort vattnet, och husen byggdes på träpålar. När Spanien intog Antwerpen 1585 flyttade många köpmän till Amsterdam, och tog då med sig sina handelskontakter. Den stora grupp portugisiska judar som kom med spelade en stor roll i utvecklingen av stadens ekonomi på 1600-talet. 

### Amsterdams guldålder

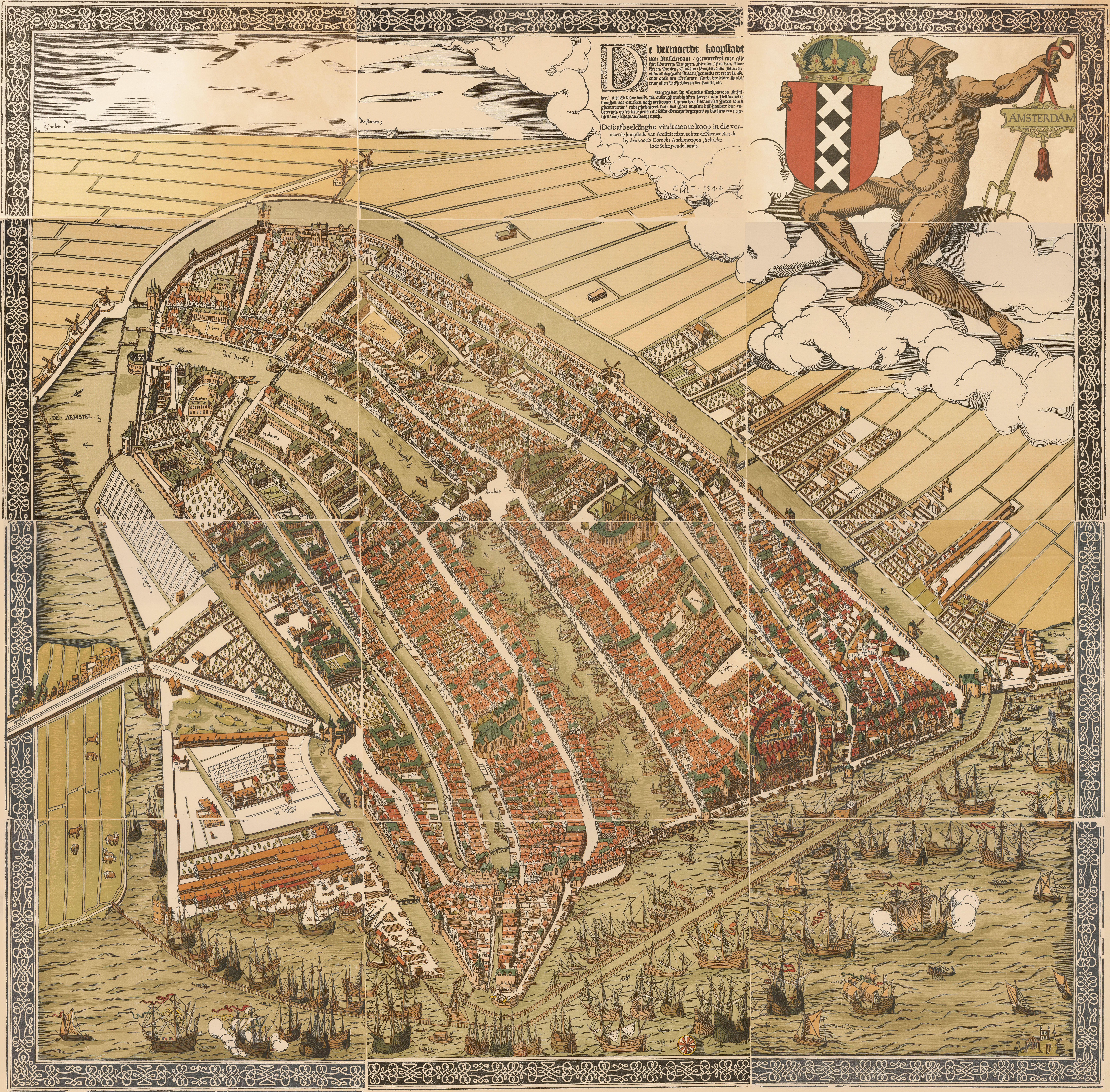
Avbildning av Amsterdam från cirka 1557.

Under 1600-talet var Amsterdam den rikaste staden i Europa och handelsmän från Amsterdam seglade till Nordamerika, Afrika och det som idag är Brasilien och Indonesien. Detta skapade ett världsomspännande handelsnätverk. Amsterdams handelsmän ägde största delarna av Holländska Västindiska Kompaniet och Holländska Ostindiska Kompaniet. Amsterdam blev ett av världens viktigaste finansiella centra. Redan tidigt fanns ett typiskt borgerligt styre av staden, som ofta gick sin egen väg och sällan lät sig styras av regenter. Vid slutet av 1600-talet stod staden med hela 200.000 invånare på fjärde plats i världen när det gäller antal invånare, efter London, Paris och Neapel. Detta gjorde det nödvändigt att utvidga staden på ett planmässigt sätt, vilket resulterade i ett antal "ringkanaler" (nederländska: "grachtengordel") runt den gamla staden, längs vilka många praktfulla köpmannahus står.
1632 grundades Universiteit van Amsterdam. Bland de som var verksamma i Amsterdam under dess guldålder hörde filosofen Baruch Spinoza. 1648-1665 byggdes ett pampigt stadshus, som sedan 1800-talet är Kungliga slottet i Amsterdam.

### Recession och ekonomisk uppgång

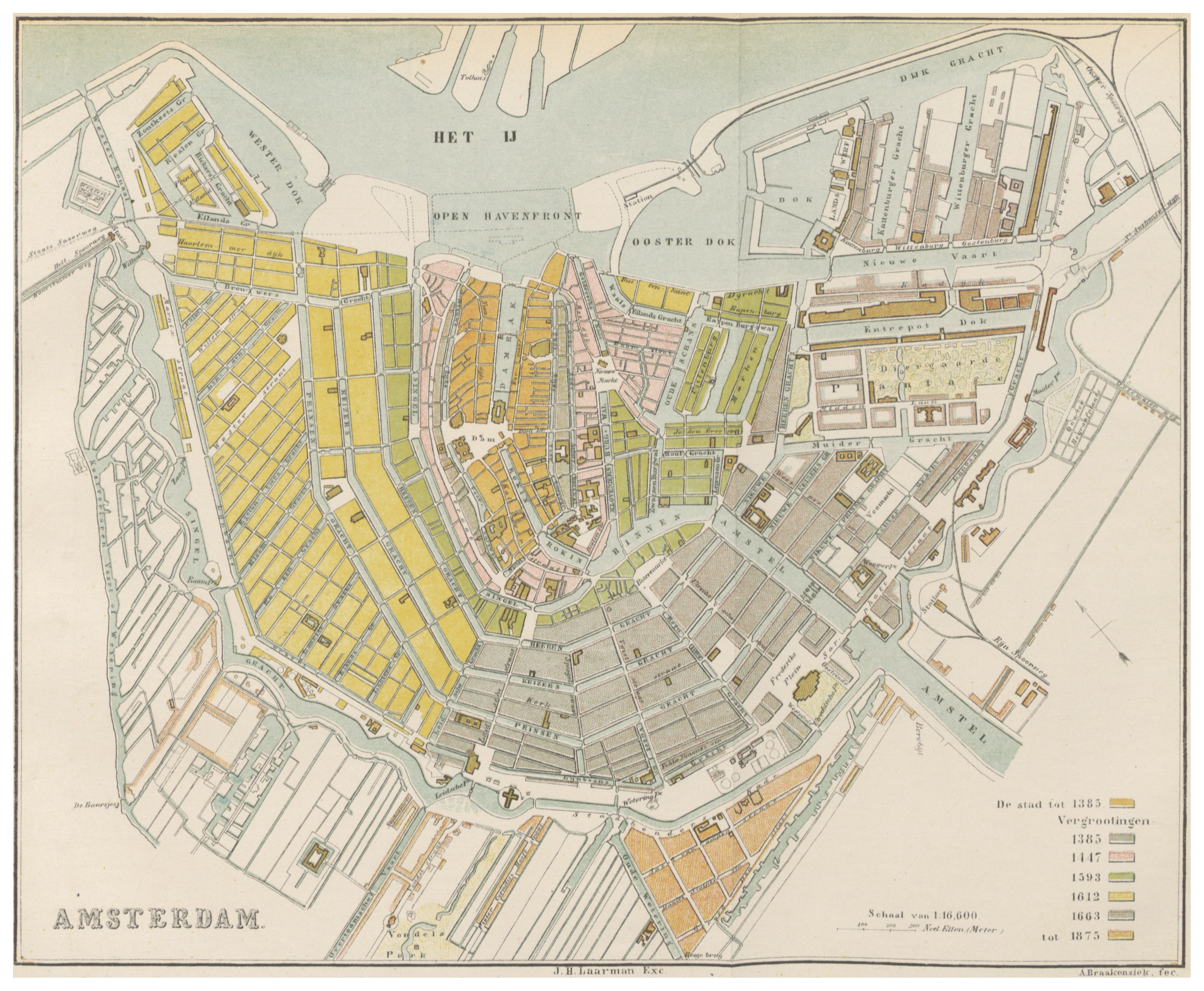
Karta över Amsterdam (1385-1875)

Under 1700-talet och början av 1800-talet gick det sämre för staden. Krigen mot England och Frankrike tärde på staden och under Napoleonkrigen nådde Amsterdams tillgångar sin lägsta nivå men då det Nederländska kungadömet bildades 1815 började det åter bli bättre. I slutet av 1800-talet nådde den industriella revolutionen staden och Amsterdam-Rhenkanalen och Nordsjökanalen grävdes för att ge Amsterdams hamn en direkt väg till Rhen och Nordsjön. Detta förbättrade kommunikationerna med resten av Europa och världen dramatiskt och ledde till en ekonomisk uppgång. År 1839 öppnades den första järnvägen mellan Amsterdam och Haarlem.
Vrije Universiteit Amsterdam grundades 1880 av Abraham Kuyper som det första protestantiska universitetet i Nederländerna.
Stadens befolkning växte från cirka 10 000 runt år 1500 till cirka 200 000 runt år 1700, en tjugodubbling på 200 år. Efter det var befolkningen i stort sett oförändrad i 150 år innan den fyrdubblades under de hundra åren närmast före andra världskriget. Sedan dess har folkmängden hållit sig på ungefär samma nivå. Rijksmuseuminvigdes 1800 och hyser nederländsk 1600-talskonst.  Arkitekten Pierre Cuypers hade förändrat det vinnande förslag som lämnats in och i hemlighet lagt till utsmyckningar för att minska på den klassiska framtoningen. Amsterdams centralstation Amsterdam Centraal öppnades år 1889.
Under Första världskriget ransonerades livsmedeld och knappheten ledde fram till Potatisupproret (Aardappeloproer) i Amsterdam 1917.

### Mellankrigstiden och andra världskriget
1921 inkorporerade den växande staden omkringliggande områden och byar: 
- Sloten
- Buiksloot
- Nieuwendam
- Ransdorp
- Watergraafsmeer

Senare inkorporerades en del av Nieuweramstel och en del av Weesperkarspel 1966.
Olympiska sommarspelen 1928 arrangerades i Amsterdam.
1920 startade den civila flygtrafiken på Schiphol som idag är Europas fjärde största flygplats sett till antalet resenärer.
Amsterdams försvarslinje byggdes mellan åren 1880 och 1920 och är en 135 km lång ring av fortifikationer runt Amsterdam i Nederländerna bestående av 42 fort placerade 10 till 15 km från centrum och i lågt liggande områden som lätt kunde läggas under vatten i händelse av krig.

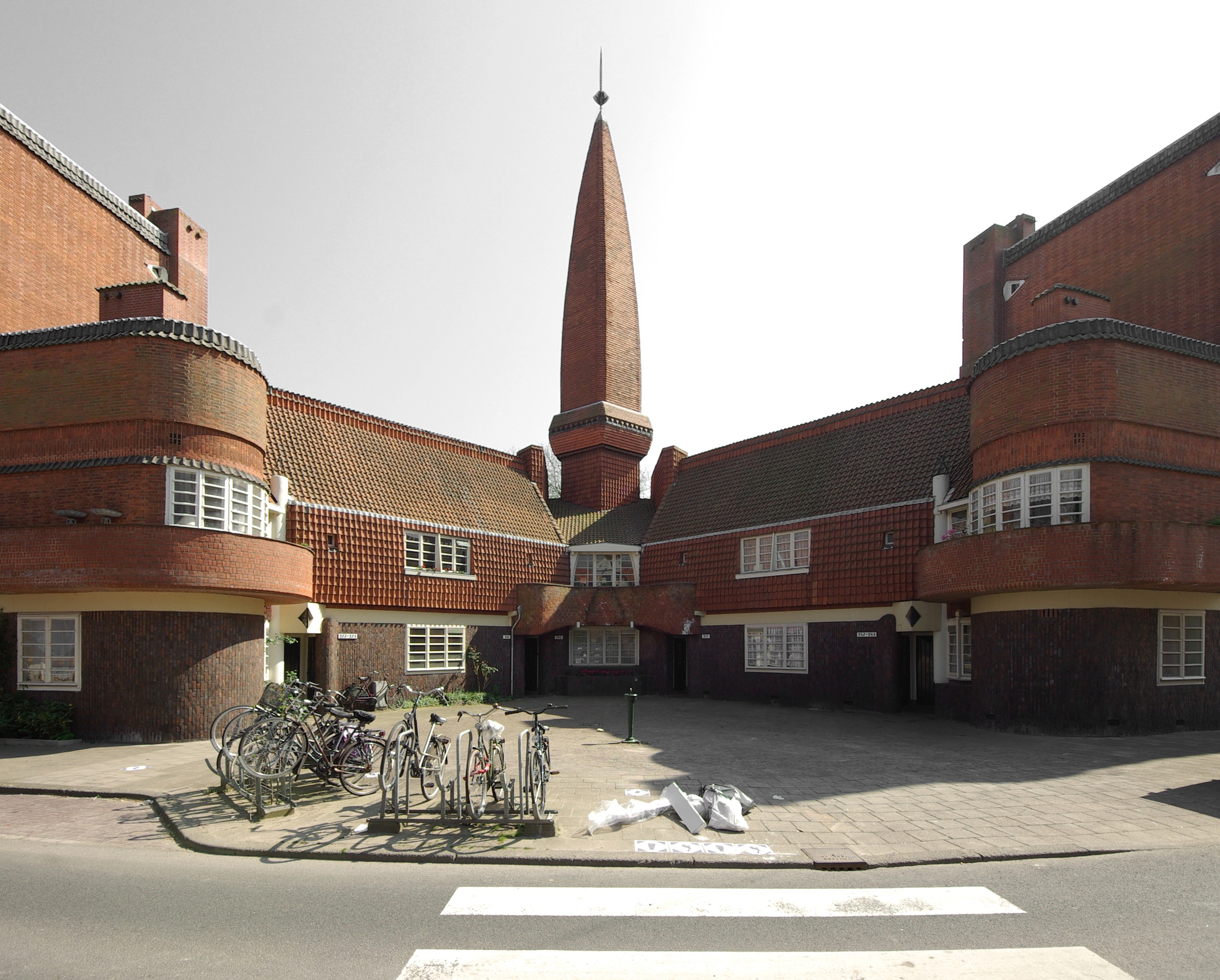
Het Schip i Amsterdam från 1917-20 av Michel de Klerk.

Amsterdamskolan var en expressiv, formrik arkitekturstil från 1910-talet, med fasader främst i tegel. Den nederländska varianten av tegelexpressionism hade sitt centrum i Amsterdam och kom därför att kallas Amsterdamskolan. Här var de drivande krafterna arkitekterna Michael de Klerk och Piet Kramer. Ett framstående exempel för Amsterdamskolan är de Klerks stora bostadsområde Eigen Haard i Amsterdam. 
1934 ägde oroligheter rum i staden med tyngdpunkten i stadsdelen Jordaan och i juli 1934 ägde Jordaan-oroligheterna rum. Under andra världskriget ockuperades staden av Tyskland och 100 000 judar deporterades, en av dessa var den unga flickan Anne Frank vars dagbok senare publicerades och blev en internationell storsäljare.

### Efterkrigstiden och nutiden
1956 invigdes Nationalmonumentet på Damtorget. Många av de nya förorterna, däribland Osdorp, Slotervaart, Slotermeer och Geuzenveld, byggdes åren efter andra världskriget. Centrum hade vid denna tid förfallit och man lade därför fram planer på omfattande ombyggnationer, främst för att skapa mer kontorslokaler och bättre vägar. Storskaliga rivningar ägde rum och i samband med dessa protester som Nieuwmarktupploppen. Det nya rådhuset byggdes på det helt förstörda Waterlooplein. Många gamla byggnader finns dock bevarade och det finns planer på att göra Grachtengordel (Herengracht, Keizersgracht och Prinsengracht) till världsarv.
1960-talets proteströrelse bland unga hade genom Provorörelsen en nederländsk variant med en motkulturrörelse som 1965–1967 fokuserade på att utlösa reaktioner hos makthavare genom provokationer. Många personer sökte sig till Amsterdam från 1960-talet och framåt då lättare droger legaliserades och staden kom att kallas Europas magiska centrum och coffee shops etablerades. En husockupationsrörelse växte sig också fram och återkommande förekom sammandrabbningar mellan anarkistiska husockupanter (Squatters) och polisen. 1980 kulminerade bråken i samband med kröningen av Drottning Beatrix då demonstranter protesterade och militären kallades in för att få kontroll på situationen. Sedan 1960-talet har andelen invandrare starkt ökat med stora grupper från Surinam, Turkiet och Marocko. Samtidigt skedde en utflyttning från Amsterdams centrm till närliggande städer som Purmerend och Almere. I stadsdelar som Jordaan och De Pijp som traditionellt varit arbetarstadsdelar skedde en gentrifiering med inflyttning av yuppies och studenter. 
Amsterdams kommunfullmäktige beslutade 1968 att anlägga ett system med fyra tunnelbanelinjer under hela innerstaden med diverse förgreningar i förorterna. Staden började bygga på linjen till Amsterdam Zuidoost och Bijlmer, eftersom det redan var mycket rivet och bombskadat i kriget i den delen av innerstaden som berördes av denna linje. Detta betydde, i kombination med planer på nya och breda bilvägar genom innerstaden, att man ändå var tvungen att riva hela kvarter med historiska hus. Detta ledde i sin tur till vilda protester och kravaller i Amsterdam på 1970-talet (liknande upproret i Kungsträdgården i Stockholm). Den första tunnelbanelinjen byggdes ändå och stod klar 1977, men planerna på breda genomfartsleder genom de gamla staden blev aldrig genomförda. 
1992 kraschade ett fraktplan från El Al i Bijlmermeer i förorten Amsterdam-Zuidoost och 43 personer omkom. 
Amsterdamfördraget undertecknades i Amsterdam av medlemsstaternas stats- och regeringschefer den 2 oktober 1997.